# Elleno
Elleno (in greco antico: Ἕλλην?, Héllēn) è un personaggio della mitologia greca, re di Ftia, città della Tessaglia ed eponimo degli Elleni.
Figlio di Deucalione e Pirra e fratello di Anfizione e di Protogenia
Apollonio Rodio invece scrive che sia figlio di Zeus e di Dorippé.

## Mitologia
Elleno sposò la ninfa Orseide che lo rese padre di Doro, Eolo e Xuto. Dalla loro discendenza si formarono le quattro tribù della Grecia continentale (gli Elleni) il cui territorio è l'Ellade.
- Dal figlio Eolo discesero gli Eoli;
- Dal figlio Doro discesero i Dori;
- Dal figlio Xuto nacquero due figli:
  - Da Acheo discesero gli Achei
  - Da Ione discesero gli Ioni

Secondo Tucidide essi conquistarono l'area greca della Ftia e successivamente diffusero il loro dominio sulle altre città greche continentali e la gente di quelle zone fu così chiamata "Hellenes" dal nome del loro antenato.
L'etnonimo Ἕλληνες Hèllēnes risale ai tempi di Omero: nell'Iliade, Ἑλλάς Hellàs e Ἕλληνες erano nomi della tribù (chiamata anche "Mirmidoni") stabilitisi in Ftia e guidata da Achille.